# Liam Parsons
Liam Parsons, född den 27 juni 1977 i Thunder Bay i Ontario, är en kanadensisk roddare.
Han tog OS-brons i lättvikts-fyra utan styrman i samband med de olympiska roddtävlingarna 2008 i Peking.